# میدان گازی هما
میدان گازی هما یکی از میدان‌های گازی ایران است که در شهرستان‌های لامرد و خنج در جنوب استان فارس قرار دارد. و یکی از میدان‌های تأمین‌کننده گاز پالایشگاه پارسیان است. این میدان در کوه هوا در بخش‌های علامرودشت لامرد و محمله خنج واقع است. این میدان گازی از جنوب به شهر علامرودشت و لامرد و از شمال شرق هم به شهر خنج راه دارد. در دامنه این میدان گازی روستای زنگویه و شهر محمله قرار دارد.
میدان گازی هما به همراه میدان‌های گازی تابناک، شانول و وراوی، چهار میدان فعال منطقه عملیاتی پارسیان به‌شمار می‌روند که در مجاورت شهرهای پارسیان، لامرد، خنج و مهر قرار گرفته‌اند.
میدان گازی هما دارای ۱۶ حلقه چاه با تسهیلات سرچاهی، خط لوله و مرکز جمع‌آوری می‌باشد. گاز میدان گازی هما و میدان گازی شانول پس از ارسال به مرکز تفکیک که شامل لخته گیر، مخازن جداکننده، پمپ ارسال مایعات، سیستم ارسال و دریافت توپک می‌باشد به همراه مایعات گازی توسط دو رشته خط لوله ۳۶ اینچ و ۶ اینچ به طول ۴۱ کیلومتر به پالایشگاه پارسیان دو ارسال می‌گردد. توان تولیدی روزانه این دو میدان در مجموع ۳۵٫۶ میلیون متر مکعب و توان تولید مایعات گاز آن‌ها ۱۲۷۹۰ بشکه در روز می‌باشد.